# ЗИС-150
ЗИС-150 (с 26 июня 1956 — ЗИЛ-150) — советский среднетоннажный грузовой автомобиль, выпускавшийся в период с 1947 по 1957 год (за рубежом — до 1986 года). Являлся родоначальником второго поколения автомобилей ЗИС/ЗИЛ.
В 1957 году был заменён на модель ЗИЛ-164, представлявшую собой модернизированный ЗИС-150. Было выпущено 771 883 экземпляра всех модификаций. В Румынии производство продолжалось до 1960 года, а в Китае — до 1986.

## История модели

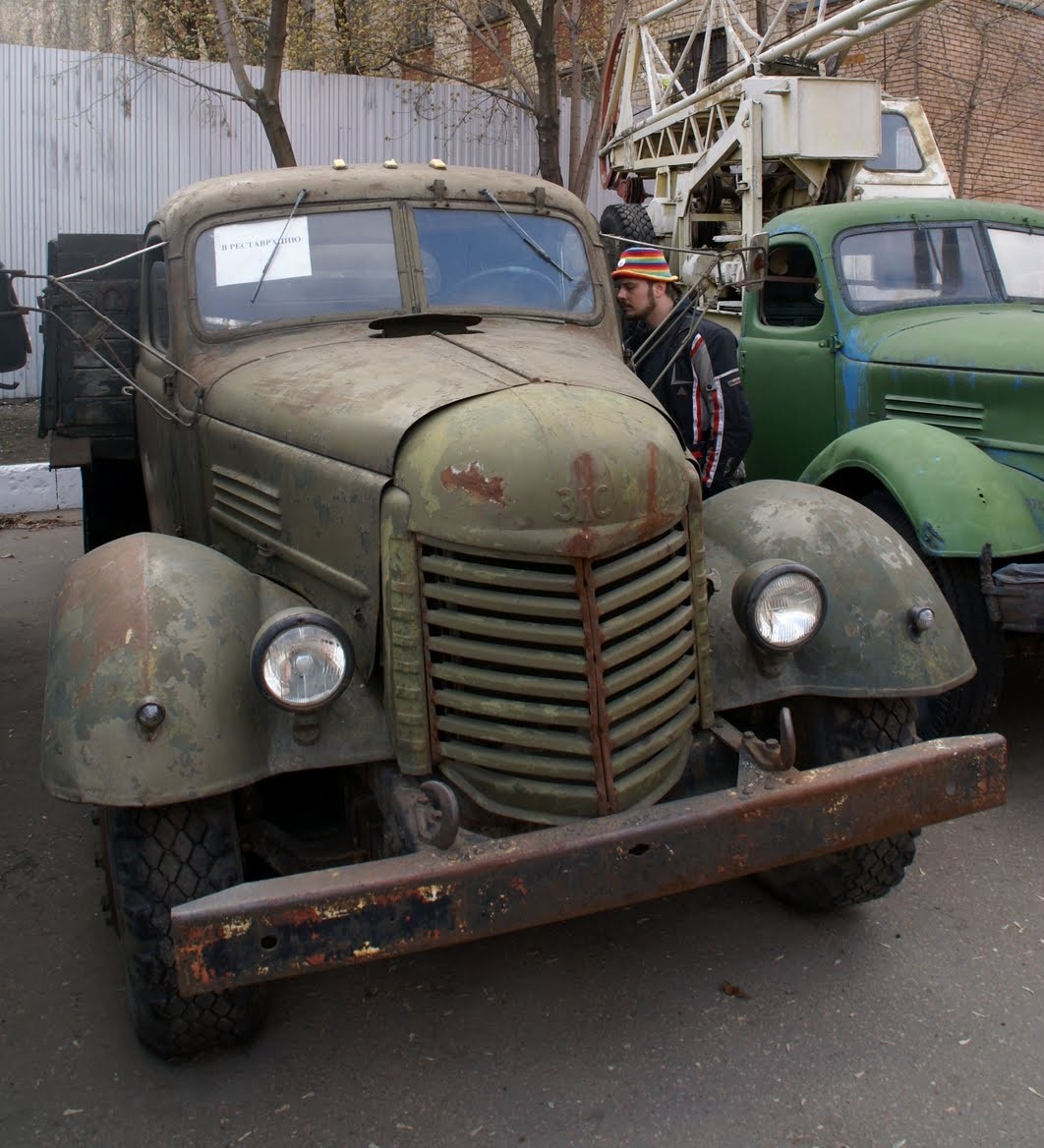
ЗИС-150 в московском Музее ретро-автомобилей

Грузовой автомобиль ЗИС-150 должен был прийти на смену ЗИС-5 ещё в конце 1930-х годов. В 1938 году Заводом имени Сталина были построены опытные образцы грузовика, получившие название ЗИС-15. Данный автомобиль отличался трёхместной цельнометаллической кабиной, модернизированным двигателем мощностью 82 л. с., новой рамой. Однако Великая Отечественная война надолго отложила запуск модели в серию. Только в 1944 году на Заводе имени Сталина были изготовлены новые образцы грузовика с облицовкой передка (внешне очень похожие на американские International Harvester K-7), которые получили индекс ЗИС-150 в связи с принятием в 1943 году т. н. Единой системы нумерации деталей, узлов и агрегатов и моделей автомобилей, выделившей заводу им. Сталина номера между 100 и 199. В отличие от практики многих других заводов, шасси, двигатель и КПП машины получили отличное от неё обозначение ЗИС-120.
30 октября 1947 года была произведена установочная партия грузовых автомобилей ЗИС-150. Так как ещё довоенные испытания показали недостаточную мощность двигателя, на серийном автомобиле мощность была увеличена до 95 л. с. при 2800 об/мин. В конструкции ЗИС-150 впервые в истории советского автомобилестроения были применены пятиступенчатая КПП с шестернями постоянного зацепления и пневматический привод тормозов. Грузоподъёмность увеличилась с трёх до четырёх тонн. Автомобиль получил новую разработанную в 1945 году «комбинированную» кабину ЗИС-161 с эффективной системой отопления и опускающимися стёклами дверей, из-за большого дефицита в стране тонкого стального листа по постановлению СНК № 2784-795с от 31 октября 1945 она была деревометаллической: переднее оперение — стальное, двери — деревянные. Ветровое стекло состояло из двух половинок, с декабря 1949 года левая половинка была сделана подъёмной: она закреплялась в любом положении при помощи кулисного механизма.
Полностью завод перешёл на выпуск новой модели в конце апреля 1948 года, а до этого, пока с января 1948 года монтировался новый конвейер, продолжался выпуск ЗИС-5. В мае 1949 года на машины начали ставить первоначально запланированные полностью металлические кабины ЗИС-160 (последние деревометаллические были изготовлены 5 сентября). В 1950 году автомобиль подвергся модернизации: был заменён карбюратор и впускной коллектор, бампер. С 1953 года подфарники крепились не в верхней части крыльев, а у фар головного освещения, а на грузовой платформе появились жёлтые и красные светоотражатели. С 1955 года машина снабжалась указателями поворотов.
18 августа 1951 года производство улучшенной версии автомобиля было освоено также на Кутаисском автомобильном заводе под маркой КАЗ-150. В конструкцию ЗИС-150 на грузинском заводе было внесено около 80 изменений, в частности, установлен задний мост от автобуса ЗИС-155 с увеличенным передаточным числом (9,28 вместо 7,63), что позволило повысить тяговые качества грузовика, предназначенного для эксплуатации, главным образом, в горных районах. Внешне КАЗ-150 отличался от ЗИС-150 решёткой радиатора с вертикальными брусьями и иным оперением, напоминавшим отчасти ГАЗ-51, отчасти УралЗИС-355М.
В феврале 1956 года у двигателя ЗИС-150 была заменена чугунная головка цилиндров на алюминиевую, что позволило повысить до 6,2 степень сжатия и поднять до 96 л. с. мощность. Другие изменения — новые карбюратор, впускной коллектор, воздушный фильтр, усиленная рама, резиновые опоры передних рессор, гидравлические амортизаторы. Эта модификация получила наименование ЗИС-150В. Внешне она отличалась от ЗИС-150 решёткой радиатора с вертикальными брусьями (не аналогичной той, что с 1957 г. использовалась на ЗИЛ-164) и вертикальными жалюзи на боковинах капота.
В июне этого же года, после XX съезда КПСС, Завод имени Сталина был переименован в Завод имени Лихачёва. В связи с этим часть автомобилей ЗИС-150В под конец выпуска получила капоты с новой выштамповкой «ЗИЛ» вместо прежней «ЗИС».
Эта модернизация стала последней — в октябре 1957 года ЗИЛ-150В уступил место на конвейере новой модели ЗИЛ-164, внешне очень похожей на ЗИЛ-150В, но отличающейся некоторыми техническими нововведениями.
По советской технической документации и с использованием производственного оборудования, поступившего из СССР, в Румынии и Китае тоже начался выпуск собственных ЗИС-150. В Румынии их под маркой SR-101 стал делать завод «Steagul Roșu» («Стягул Рошу» — «Красное знамя»). Выпуск грузовиков здесь начался в 1954 году и продолжался до 1965 года (было выпущено 54 224 экземпляра; внешне румынские грузовики отличались от советских бампером и кабиной прямоугольной формы). В Китае, в городе Чанчунь, с 1956 года грузовик Jiefang CA-10 («Цзефань» — «Освобождение») начал производить «Автомобильный завод № 1» (ныне известный как First Automotive Works). С небольшими изменениями грузовик выпускался до 1986 г. Его изображение было размещено на банкнотах КНР.
Автомобиль ЗИС/ЗИЛ-150 широко экспортировался за рубеж, главным образом в социалистические страны.

## Модификации

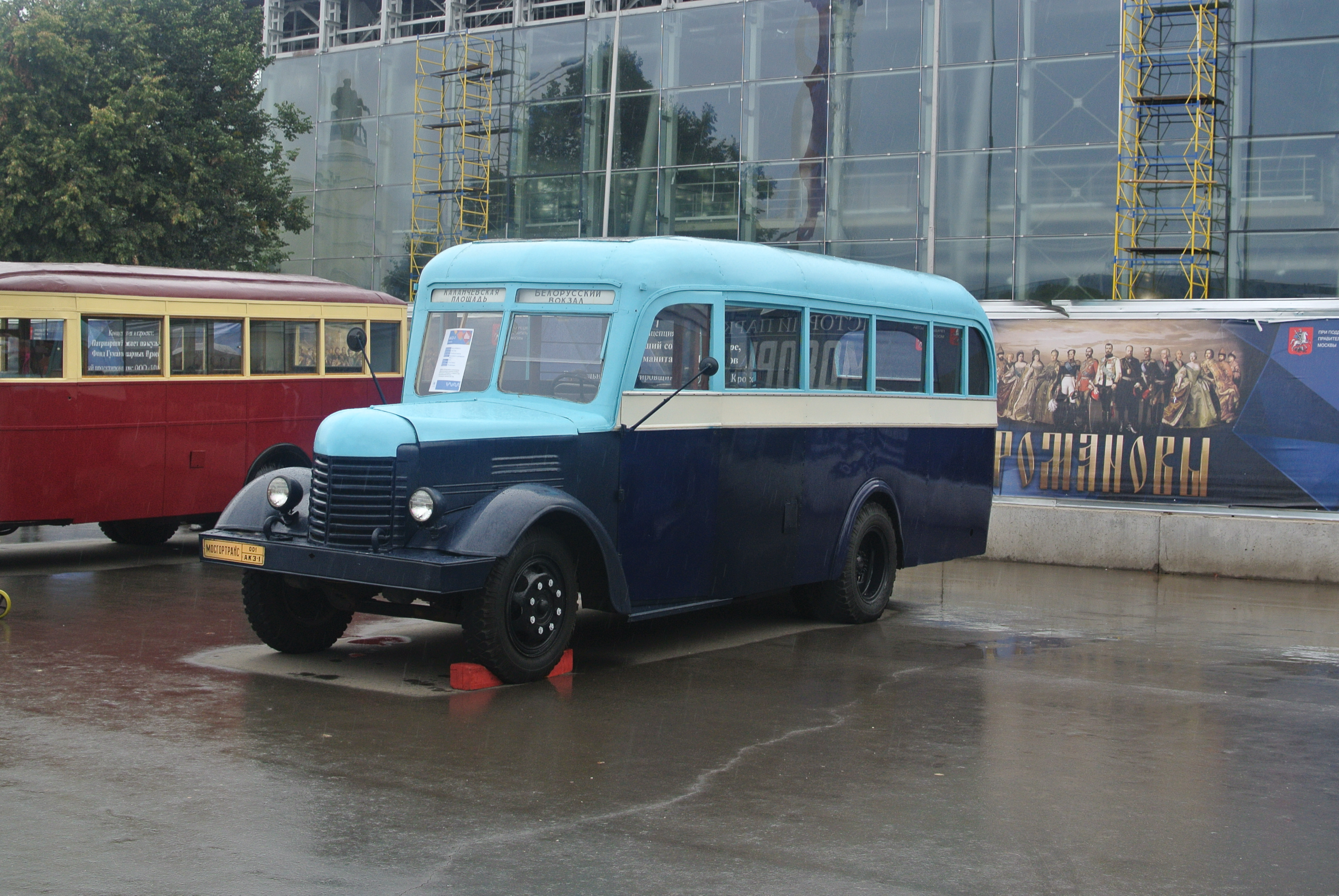
Автобус АКЗ-1 — кузов ЗИС-16 на шасси ЗИС-150

Модель ЗИС-150 была базовой для производства большой гаммы строительной техники — кранов, самосвалов, дорожной техники, лесовозов; специальных машин — уборочных, поливомоечных, пожарных автомобилей, цистерн. Агрегаты и комплектные шасси использовались для производства автобусов. Также грузовик использовался в армии. Туда уходили и стандартные бортовые грузовики, и шасси для спецоборудования — радиостанций, установок дегазации, топливозаправщиков и т. д.
В 1949-57 годах с использованием узлов и агрегатов грузовика ЗИС-150 на ЗИСе выпускался автобус ЗИС-155. В конце 1957 года его на конвейере заменил более совершенный ЗИЛ-158. Также на шасси ЗИС-150 были созданы цистерны АЦ-4-150 и АЦМ-4-150 (Грабовский завод спецавтомобилей), автокраны АК-25 (1950), АК-3ГС (1951), АК-5Г (1953), пожарный автомобиль ПМЗ-9, мусоровоз МС2 (1950), поливомоечная машина ПМ-8 (1955) и многие другие специальные автомобили.
В частности, к модификациям ЗИС-150 относятся:
- ЗИС-150П — опытный двухосный полноприводный (4 × 4) автомобиль (1947 г);
- ЗИС-151 — трёхосный полноприводный (6 × 6) автомобиль (1948—1957 гг);
- ЗИС-156 — газобаллонный (на сжатом газе) 3,5-тонный грузовик (1949—1957 гг);
- ЗИС-156А — газобаллонный (на сжиженном газе) 4-тонный грузовик (1953—1957 гг);
- ЗИС-253 (УльЗИС-253, НАЗ-253) — опытный дизельный 3,5-тонный грузовик для производства на УльЗИСе и Новосибирском автозаводе. Разработан независимо от ЗИСа на УльЗИСе (1947 г);
- ЗИС-ЛТА — полугусеничный лесовозный автомобиль повышенной проходимости, созданный в 1949 году на базе ЗИС-5 с использованием узлов и агрегатов трелёвочного трактора КТ-12. Впоследствии выпускался также на базе ЗИС-21 и ЗИС-150.
- ЗИС-ММЗ-585Е — самосвал (1949—1955 гг) с кузовом Мытищинского машиностроительного завода; в 1952—1958 гг. выпускался на Кутаисском автомобильном заводе как КАЗ-585;
- ЗИС-121 — седельный тягач (1952—1959 гг);
- ЗИС-153 — опытный полугусеничный автомобиль (1952 г).
- АКЗ-1 — автобус, созданный на базе ЗИС-150 с использованием кузова ЗИС-16 московским заводом «Аремкуз».

## Память, отражение в культуре и искусстве

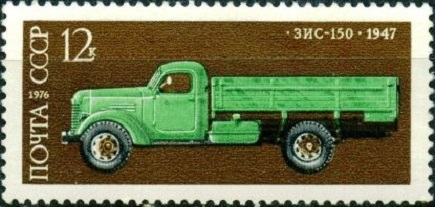
Почтовая марка СССР 1976 г. ЗИС-150

Почта СССР в 1976 году выпустила почтовую марку с изображением автомобиля ЗИС-150.